# K.K. Partizan 1985-1986
Questa pagina raccoglie le informazioni riguardanti il Košarkaški klub Partizan nelle competizioni ufficiali della stagione 1985-1986.

## Roster
| N° | Naz.                  | Ruolo | Sportivo              |  | Alt. |  |
| -- | --------------------- | ----- | --------------------- |  | ---- |  |
| 4  | Jugoslavia (bandiera) | P     | Željko Obradović      |  | 180  |  |
| 5  | Jugoslavia (bandiera) | P     | Nebojša Zorkić        |  | 188  |  |
| 6  | Jugoslavia (bandiera) | P     | Aleksandar Đorđević   |  | 188  |  |
| 8  | Jugoslavia (bandiera) |       | Dragan Živanović      |  |      |  |
| 9  | Jugoslavia (bandiera) | A     | Goran Grbović         |  | 200  |  |
| 10 | Jugoslavia (bandiera) | C     | Milenko Savović       |  | 210  |  |
| 11 | Jugoslavia (bandiera) | C     | Miodrag Marić         |  |      |  |
| 12 | Jugoslavia (bandiera) | P     | Peter Vilfan          |  | 190  |  |
| 13 | Jugoslavia (bandiera) | A     | Sava Stefanović       |  | 198  |  |
| 14 | Jugoslavia (bandiera) | P     | Vladimir Dragutinović |  | 192  |  |
| 15 | Jugoslavia (bandiera) | AG    | Slaviša Koprivica     |  | 205  |  |
|    | Jugoslavia (bandiera) |       | Vlatko Ilić           |  |      |  |
|    | Jugoslavia (bandiera) |       | Andreja Lazović       |  |      |  |
|    | Jugoslavia (bandiera) | All.  | Vladislav Lučić       |  |      |  |